# Antoine Zeghdar
Pas d'image ? Cliquez ici

a Compétitions nationales et continentales officielles uniquement.

b Matchs officiels uniquement.
Dernière mise à jour le 16 juin 2025.
Antoine Zeghdar, né le 22 mai 1999 à Monaco, est un joueur français de rugby à XV et à sept jouant aux postes d'ailier ou de centre.
Il est aussi international français en rugby à sept, évoluant principalement au poste de pilier. Il est notamment médaillé d'or dans la discipline durant les Jeux olympiques 2024.  

## Biographie
Antoine Zeghdar est né à Monaco où il a grandi et commencé à jouer,,,.
Antoine Zeghdar commence le rugby à l'AS Monaco rugby avant de rejoindre le Stade niçois puis le RC Toulon où il termine sa formation.
Avec la sélection française des moins de 18 ans, Zeghdar dispute le championnat d'Europe en 2017, avec laquelle il remporte le titre de champion au terme de la finale remportée contre la Géorgie au stade de Penvillers de Quimper,.
Après avoir commencé sa carrière professionnelle au RC Toulon, il joue ensuite pour Oyonnax Rugby.
Il est par la suite recruté par le Castres olympique, avec qui il est finaliste du championnat de France en 2022.
En 2024, il est médaillé d'or avec l'équipe de France de rugby à sept aux Jeux olympiques de Paris, en battant les tenants du titre fidjiens en finale. Il s'agit de la première médaille d'or de la France des Jeux de Paris 2024.

## Palmarès

### En club
- Castres olympique
  - Finaliste du Championnat de France en 2022

### En équipe nationale
- France -20
  - Vainqueur du Championnat du monde junior en 2019

- France à sept
  -  Deuxième du tournoi du Canada 2019
  -  Deuxième du tournoi de Hong Kong 2019
  -  Deuxième du tournoi de Nouvelle-Zélande 2020
  -  Troisième du Tournoi de Vancouver en 2024
  -  Vainqueur du Tournoi de Los Angeles en 2024[12],[13]
  -  Champion olympique en 2024

## Décorations
Chevalier de la Légion d'honneur (décret du 23 septembre 2024)